# 우량주
우량주(優良株, blue chip)란 주식 시장에서 실적과 현금 흐름이 좋고 경영이 안정적인 회사의 주식을 의미한다. 비슷한 뜻을 가진 영어의 블루칩(blue chip) 역시 한국어에 잘 알려져 있는 어휘이다. 우량주 또는 블루칩으로 불리기 위해서는 건전한 재무구조와 안정성이 가장 중요한 요소이다.
블루 칩은 포커에서 돈 대신 쓰이는 3종류의 칩 가운데 가장 높은 것이 블루 칩인데서 유래되었다.

## 개념
성장성이 크거나 배당을 많이 하는 회사를 우량주의 요건에 넣는 경우도 있으나, 무엇보다 중요한 요건은 현금 흐름과 안정성이라고 요약할 수 있다. 예를 들어 삼성전자는 대한민국 증시의 대표적인 블루칩이지만, 2014년을 기점으로 스마트폰 시장에서 부진을 겪으며 미래의 성장성에 대한 기대는 많이 수그러든 상태이다. 그럼에도 삼성전자는 보유 현금이 많고 높은 시장 점유율을 유지하고 있으며 큰 자본을 소유한 거대 기업으로서 안정성이 담보되기 때문에 블루칩 즉 우량주라 말할 수 있는 것이다.
일반적인 정의에서는 회사의 규모 또한 고려 대상이 되는데, 꾸준히 흑자를 내며 안정적으로 운영되더라도 회사 규모가 작으면 보통 블루칩이라 일컫지 않는다. 벤처 기업 역시 아무리 성장 가능성이 크고 수익성이 좋더라도 블루칩이라 말하지는 않는다.

## 테마주와의 비교
우량주와 반대되는 것으로는 잡주가 있으며, 대비되는 개념으로는 테마주가 있다. 우량한 종목이 테마주가 되는 경우도 있지만, 개연성이 적은 원인에 의해 주가가 심하게 급등락한다는 점에서 실적에 의해 등락하는 우량주와는 다르기 때문이다. 우량주이면서도 테마주가 된 대표적인 종목으로는 안랩이 있다.
안랩은 빠르게 성장하는 회사는 아니며 수익성이 그리 높지는 않으나, 높은 시장점유율을 유지하고 지속적인 흑자를 내며 안정적으로 운영되고 있기 때문에 우량주 또는 블루칩이라 부를 수 있다. 2012년 안랩의 2대주주로 밝혀지며 화제를 모았던 개인투자자 원종호는 "안 원장의 책이나 언론 인터뷰를 통해 안랩과 안 원장이 주주들을 배신할 사람이 아니라는 확신이 생겨 투자를 시작, 지분을 확대해 왔다"고 밝혔는데, 이처럼 대주주의 성향에서 기업의 안정성을 확인하고 투자하는 경우도 있다.

## 소형주와의 비교
큰 자금을 굴리는 기관 투자자들은 거래량이 적은 소형주를 거래하기가 어려우므로, 시가총액과 거래량이 큰 대형주들 즉 우량주 위주로 포트폴리오를 짜게 된다. 그런데 우량주들은 대체로 주당 가격이 비싸고 등락이 적으므로, 따라서 적은 자금을 굴리는 개인투자자들은 상대적으로 등락이 크고 높은 수익률을 기대할 수 있는 소형주 및 테마주 등으로 몰리는 경향이 있다.
닉네임 BNF로 잘 알려진 일본의 유명 투자가 코테가와 타카시는, 자본 규모가 적을 때는 소형주 위주로 매매했으나 자본이 커지면서 대형주 및 우량주 위주로 매매하게 되었다고 밝힌 일이 있다. 또한 소형주 위주로 매매할 당시는 하루 평균 1%의 수익을 올렸으나, 대형주 위주로 포트폴리오를 바꾸면서 하루 평균 0.5%로 수익률이 떨어졌다고 밝혔다.

## 같이 보기
- 테마주
- 잡주
- 벤처 기업
- 주식 투자